# Municipio de Lukin
El municipio de Lukin (en inglés, Lukin Township) es un municipio del condado de Lawrence, Illinois, Estados Unidos. Tiene una población estimada, a mediados de 2022, de 396 habitantes.

## Geografía
Según la Oficina del Censo, tiene una superficie de 128.2 km², correspondientes en su totalidad a tierra firme.

## Demografía
Según el censo de 2020, en ese momento había 423 personas residiendo en la zona. La densidad de población era de 3.3 hab./km². El 95.74 % de los habitantes eran blancos, el 0.24 % era afroamericano, el 0.24 % era amerindio, el 0.47 % eran de otras razas y el 3.31 % eran de una mezcla de razas. Del total de la población, el 0.71 % eran hispanos o latinos de cualquier raza.